# ۵۴۳ (میلادی)
۵۴۳ (میلادی) پانصد و چهل و سومین سال تقویم میلادی است.

## درگذشتگان
‎